# Famille de Larmandie
La famille de Larmandie est une famille noble française d'extraction chevaleresque originaire du Périgord dont la filiation est suivi depuis 1298 jusqu'à son extinction en 1921 avec la mort de Léonce de Larmandie.

## Histoire
Les Larmandie, dont le nom primitif était Armand, sont attestés dès la fin du XIIIe siècle dans la châtellenie de Miremont où Bertrand, premier degré de la filiation suivie, apparaît comme damoiseau, paroissien de l’église de Mauzens. L’origine de ce lignage chevaleresque est incertaine, d’autres branches étant présentes à la même époque, toutefois sans descendance connue, dans les paroisses de Salon, possédant le mas de Larmandie, et de L’Herm. Ils étaient très probablement des milites castri, chargés de la défense du castrum de Miremont, et tout porte à croire qu’ils possédaient une maison dans le bourg castral ou dans la première enceinte du château. Ils y restèrent jusqu’à la fin du XVe siècle, époque à laquelle ils prirent le titre de seigneur du repaire éponyme, acquis en 1360. Leurs possessions se concentraient dans les paroisses de Mauzens et de Savignac, où ils eurent dès 1505 une nouvelle maison noble, aussi appelée Larmandie, qui passa au XVIIe siècle aux Roux de Campagnac.
Au début du XVIe siècle, les Larmandie entrèrent en possession des seigneuries de Longua et de Grand-Castang, en partie par une alliance avec les Grimoard de Frateaux. À la même époque, ils donnèrent deux abbés de La Sauve-Majeure et un évêque de Sarlat. Dans la seconde moitié du XVIe siècle, ils embrassèrent la religion réformée, probablement à la suite de leurs cousins Gontaut de Saint-Geniès et de l’alliance de Bertrand (9e degré) avec Françoise de Bourbon-Lavedan ; ils participèrent activement aux guerres de Religion. Après une période de gêne financière, durant laquelle leurs biens furent saisis, l’apogée de cette famille fut atteint avec Alexandre de Larmandie, titré seigneur marquis de Longua, seigneur de Grand-Castang, Gardonne et La Rhue. La branche aînée s’éteignit avec sa fille unique, Marie-Françoise, qui avait contracté une alliance avec les Lostanges.
Ce lignage se poursuivit néanmoins avec la branche cadette des seigneurs du Roc et du Bosc, en Trémolat, biens venus des Veyrines à la fin du XVe siècle, avant de s’établir à Limeuil, puis à Bergerac, et enfin autour de Villamblard. Adolphe de Larmandie, qui fut membre fondateur de la Société Historique et Archéologique du Périgord, rédigea la première généalogie des Larmandie sur la base d’un mémoire dressé par l’abbé Lespine dans la première moitié du XIXe siècle. Robert de Maillard poursuivit ces travaux et releva le nom des Larmandie après la mort, pendant la Guerre de 1914-1918, des trois fils de Léonce de Larmandie, derniers représentants mâles de cette famille.

## Armes
« d’azur, à un homme armé de toutes pièces d’argent, la visière levée, et tenant de la main droite une épée de même, la garde d’or » .
« parti, au 1 : d’azur, à un chevalier armé de toutes pièces d’argent, la visière levée, et tenant de la dextre une épée haute de même, la garde d’or ; au 2 : d’azur à trois fleurs de lys d’or, à deux bâtons alaisés posés en sautoir, l’un d’argent en bande, l’autre de gueules en barre » .

## Personnalités
- Jacques de Larmandie, évêque de Sarlat en 1532[4].
- Léonce de Larmandie (XIXe siècle), écrivain et un des fondateurs du mouvement artistique de la Rose Croix Esthétique[5], dernier de sa famille.

## Principales alliances
Famille de l'Herm alias de La Roche (~ 1355), de Cothet (~ 1434), de Veyrines (1448), du Breuil (1477), de Grimoard de Fratreaux (~ 1510), de Gontaud de Saint-Geniès (1531), de Carbonnières, de Bourbon-Lavedan (1560), de Tustal de Laubardemont (1597), d'Augeard (1662), de Raymond de Makanam (1699), de Hautefort (1606), de Brunis (1636), de Charron (1697), de Vassal (1741), Desmoulins de Leybardie (1804), de Laborde, de Cosson de La Sudrie (1841), de Maillard (1873), de Bernon (1917), de Ruffray (1918) etc. 